# Arisaema hunanense
Arisaema hunanense är en kallaväxtart som beskrevs av Hand.-mazz. Arisaema hunanense ingår i släktet Arisaema och familjen kallaväxter. Inga underarter finns listade.